# Stile di vita
Lo stile di vita rappresenta il profilo di pensiero e azione (composto, a seconda delle interpretazioni, da tratti di personalità; valori; atteggiamenti, interessi, opinioni; comportamenti; pratiche sociali, variamente combinati tra loro) caratterizzante per un singolo individuo o una categoria d'individui. Nel secondo caso lo stile di vita permette di segmentare una popolazione in un numero discreto di stili, intesi come modelli idealtipici cui i singoli individui corrispondono con maggiore o minore stringenza.
Il concetto ha due radici storiche principali, una di tipo psicologico risalente ad Alfred Adler in cui esso indica il "principio unificante che organizza, nell'individuo, la direzione dell'azione, la meta, le tendenze e le aspirazioni in un modello unico", l'altra di tipo sociologico risalente a Thorstein Veblen e Max Weber in cui esso si riferisce a profili di pensiero e di azione adottati da settori sociali, a partire dalle proprie condizioni materiali di vita, per esprimere e guadagnare una specifica considerazione sociale.

## Storia degli studi sugli stili di vita
Lo studio degli stili di vita ha conosciuto tre principali fasi:
1. Stili di vita e posizione sociale - I primi studi sugli stili di vita si concentrano sull'analisi della posizione sociale. Lo stile di vita è inteso anzitutto come l'espressione visibile della posizione sociale individuale, ed è costituito da profili di azione e pensiero. L'analisi degli stili di vita è quindi strettamente connessa all'analisi della struttura sociale e della posizione degli individui al suo interno. Thorstein Veblen, con il suo concetto di “emulazione”, inaugura questa prospettiva affermando che gli individui adottano specifici “schemi di vita”, e in particolare specifici modelli di “consumo vistoso” a partire da un desiderio di distinzione dagli strati sociali a loro inferiori e di imitazione di quelli a loro superiori. Max Weber, da parte sua, intende gli stili di vita come elementi distintivi dei ceti strettamente connessi con una dialettica di riconoscimento del prestigio: lo stile di vita è la manifestazione più visibile della differenziazione sociale, anche all'interno delle singole classi sociali, e in particolare mostra il prestigio che gli individui si vedono riconosciuto o aspirano ad ottenere. Simmel sviluppa un'analisi formale degli stili di vita, al centro della quale vi sono i processi di individualizzazione, identificazione, differenziazione e riconoscimento intesi quali processi generatori ma anche effetti generati degli stili di vita, operanti sia “verticalmente” che “orizzontalmente”. Bourdieu infine riprende tale approccio all'interno di un modello più complesso in cui gli stili di vita, costituiti anzitutto da pratiche sociali e strettamente legati al gusto sviluppato dagli individui, rappresentano il punto fondamentale di intersezione tra la struttura del campo e i processi legati all'habitus.
2. Stili di vita e profili di pensiero - Le radici dell'approccio che intende gli stili di vita anzitutto come stili di pensiero affondano nel terreno dell'analisi psicologica. Inizialmente, a partire da Adler, lo stile di vita viene inteso come stile di personalità, nell'idea che il quadro di valori e principi guida che gli individui sviluppano nei primi anni di vita arrivino a definire un sistema di giudizio che accompagnerà l'agire degli individui lungo tutta la loro esistenza. Successivamente, in particolare con i lavori di Rokeach, la ricerca VALS di Mitchell e la ricerca LOV di Kahle, si sviluppa l'analisi degli stili di vita come profili di valori, arrivando in particolare all'idea che sia possibile identificare diversi modelli di scale di valori gerarchicamente organizzati a cui corrispondono settori di popolazione differenti. Quindi si passa, con Yankelovich e Wells, al cosiddetto approccio AIO, in cui atteggiamenti, interessi e opinioni sono considerati componenti fondamentali degli stili di vita ed in cui questi ultimi vengono analizzati in una prospettiva sia sincronica che diacronica, ed interpretati a partire dalle correnti socio-culturali presenti in un certo contesto sociale (come nei lavori di Cathelat). Un ulteriore sviluppo porta infine al cosiddetto approccio di profili e correnti, al centro del quale vi è l'analisi del rapporto tra variabili mentali e variabili comportamentali, tenendo conto di come le correnti socio-culturali influenzino sia la diffusione dei diversi stili di vita all'interno della popolazione sia le diverse modalità di interazione tra pensiero ed azione.
3. Stili di vita e profili di azione - L'analisi degli stili di vita come profili di azione si caratterizza per il fatto di non considerare più il piano dell'agire come semplice derivato degli stili di vita, o al limite come sua componente collaterale, bensì come elemento costitutivo. Inizialmente tale prospettiva ha analizzato soprattutto l'agire di consumo, intendendo i prodotti acquistati come oggetti che traducono sul piano materiale le auto-rappresentazioni che gli individui hanno di se stessi e della loro posizione all'interno della società. Successivamente lo sguardo si è ampliato focalizzandosi più in generale sul piano della vita quotidiana, privilegiando – con autori come Dumazedier e Giddens – l'analisi dell'uso del tempo, e in particolare dei loisirs, e cercando di considerare l'interazione tra la dimensione attiva, di scelta, e la dimensione di routine e di strutturazione, che caratterizzano tale piano dell'agire. Infine alcuni autori come Jenkins e Veal hanno suggerito un approccio agli stili di vita in cui non sono le azioni quotidiane a costituire il piano dell'analisi bensì quelle azioni particolarmente significative e distintive per gli attori che le adottano.

## Interpretazione psicologica
Lo stile di vita può essere definito come il modo di interpretare se stessi all'interno della realtà nella quale si è naturalmente inseriti, ossia la vita, considerata come insieme di fattori biotici e fattori abiotici. Si tratta di un concetto individuale, ossia variabile da persona a persona e conseguenza di numerosi fattori sociali come il complesso di inferiorità/superiorità, il senso di compensazione legato all'inadeguatezza sociale o alla forte competenza, la stima di sé stessi e la convinzione dei propri mezzi. I temi sociali rivestono un'importanza prioritaria nel concetto di stile di vita poiché i principali problemi dell'essere umano, incluso quello dell'appagamento dei bisogni individuali, si riflettono in problemi di relazione con gli altri, senza i quali l'uomo non può essere considerato nel suo insieme.

## Interpretazione applicativa medica
Il concetto di stile di vita è stato anche utilizzato in campo medico. Dal punto di vista pratico, esistono diverse correnti di pensiero volte a definire un corretto stile di vita, cercando dunque di giungere a un'interpretazione oggettiva e dunque svincolata da variabili individuali. Si sente spesso parlare di persone convinte di seguire lo stile di vita migliore, tuttavia non sempre coincidenti per via del fatto che ognuna ha proprie esigenze, variabili a seconda delle abitudini. Basandosi tuttavia su alcuni dati scientifici le organizzazioni per la tutela della salute ritengono attualmente possibile giungere a una definizione piuttosto precisa di “corretto stile di vita”, basato soprattutto sulla durata della vita media.
Secondo il rapporto del 2002 dell'Organizzazione Mondiale della Sanità (OMS o WHO in inglese), esistono alcuni fattori di rischio in grado di influenzare concretamente e in modo negativo la durata della vita di un uomo. Di seguito sono riportati i dati relativi alla perdita di anni dovuta a fattori di rischio nei paesi industrializzati:
- 12,2 Tabagismo
- 10,9 Ipertensione
- 9,2 Alcolismo
- 7,6 Ipercolesterolemia
- 7,4 Sovrappeso
- 3,9 Ridotto consumo di frutta e verdura
- 3,3 Sedentarietà
- 1,8 Sostanze illecite

Bisogna precisare che questa ricerca tiene conto di un fattore alla volta, non correlandolo dunque agli altri, pertanto il loro effetto simultaneo va considerato come una somma dei valori, aggravando dunque la situazione di chi rientra in più categorie.